# Avdi Isa
Avdi Isa, född  omkring 1820, död 1862, var en albansk malesor och herde som levde på 1800-talet i dåtidens Osmanska riket i norra Albanien i området Vranina.
Avdi Isa nämns för första gången i Gjergj Fishtas Lahuta e Malsis som en malesor och herde sommaren 1862, en tid under politiska spänningar mellan Osmanska riket och Kungadömet Montenegro. Avdi Isa ligger och vilar på sin äng och vaktar sina får när han får besök av 13 Montenegrinska banditer, med sin ledare Vulo Radovic, inhyrda av den montenegrinske prinsen Danilo I Petrović-Njegoš. När banditerna kräver Avdis får vägrar han och försöker avfyra sin musköt men misslyckas då det inte går av. Banditerna öppnar sedan eld och plundrar Avdis lik var på det tar hans svärd, väst och gevär. Getabocken, skrämd av skottlossningen, flyr och löper tillbaka till Avdi Isas gård där hans syster befinner sig. När hon ser att bocken kommit tillbaka utan Isa inser hon vad som hänt och begråter hans död. Enligt Lahuta e Malsis reser sig Oso Kuka och beslutar att återta Vranina för att hämnas hans död.